# Yuan Shao
En aquest nom xinès, el cognom és Yuan.
Yuan Shao ( pronunciació (?·pàg.) en Xinés: 袁绍, 154 － 28 de juny de 202), nom de cortesia Benchu (en xinés: 本初), va ser un senyor de la guerra que va viure durant la tardana Dinastia Han Oriental de la Xina. Va ocupar els territoris del nord de la Xina durant la guerra civil que es va produir cap al final de la Dinastia Han Oriental. També va ser un mig germà de Yuan Shu, un senyor de la guerra que controlava la regió del riu Huai, encara que ambdós no tenien una bona relació entre ells.
Sent un dels senyors de la guerra més poderosos del seu temps, Yuan Shao va encapçalar una coalició contra el tirà Dong Zhuo, que havia retingut a l'Emperador Xian com a ostatge a la capital Luoyang; però aquesta va fracassar a causa de la desunió interna. El 200 va llançar una campanya contra el cabdill rival Cao Cao, però va ser derrotat en la batalla de Guandu. Va morir d'una malaltia dos anys més tard en Ye (en l'actualitat Handan, Hebei). El seu fracàs malgrat els seus antecedents familiars i les determinants avantatges geogràfiques s'ha culpat comunament a la seva indecisió i incapacitat per a tindre en compte els consells dels seus assessors.

## Rerefons familiar
Yuan Shao va nàixer en el Comtat Ruyang (汝陽縣), Comandància Runan (汝南郡), que en l'actualitat seria el Comtat Shangshui, Henan. Sa família havia estat durant més de quatre generacions una força destacada en el servei civil de Han, havent produït nombrosos membres en alts càrrecs des del primer segle EC. Descendia de Yuan An, que havia servit durant el regnat de l'Emperador Zhang. El parentiu exacte de Yuan Shao va ser la font d'algunes controvèrsies, sent un dels principals punts de confrontació entre ell i el seu germanastre, o cosí, Yuan Shu. Yuan Shao va ser un dels fills de Yuan Feng (袁逢), el germà gran, cosa que va causar la ira de Yuan Shu. Tant Yuan Shao com a Yuan Shu són reconeguts com besnets de Yuan An, tal com recull Wang Chen al seu Llibre de Wei (魏書).
La mare de Yuan Shao era originàriament una serventa de Yuan Feng. Ja que Yuan Feng mancava d'hereus barons, el naixement de Yuan Shao va elevar la seva mare a l'estatus de concubina. Els Registres dels Tres Regnes afirmen que Yuan Shao era en realitat un cosí gran de Yuan Shu, i que va ser adoptat pel germà gran de Yuan Feng, Yuan Cheng, que tampoc tenia hereus barons. El fet d'adoptar a Yuan Shao hauria enfurismat Yuan Shu, perquè la seva pròpia mare, una concubina de Yuan Feng, ostentava un estatut superior al de la mare de Yuan Shao; malgrat tot, amb l'adopció de Yuan Shao per part de Yuan Cheng, Yuan Shu deixava de ser el fill major de la família Yuan. Yuan Shao va gaudir de més privilegis que Yuan Shu, tot i que aquest últim ser un membre del clan de bell principi.
Quan Yuan Shao i Yuan Shu es van veure involucrats en disputes més tard, Yuan Shu va usar la mare de Yuan Shao com a excusa per a afirmar que ell no era un "fill de veritat" dels Yuan. Comparat amb Yuan Shu, Yuan Shao tenia un aspecte més seriós i respectava homes de talent independentment del seu bagatge; de tal manera, va ser rebut per molts des de la seva infància; entre ells Cao Cao i Zhang Miao.

## Servei sota la Dinastia Han (–189)
Quan Yuan Shao era jove va participar en salvar alguns dels "partidaris" de morts terribles durant el segon Desastre de les Prohibicions Partidàries. Després d'entrar en la funció civil Yuan Shao inicialment va servir d'ajudant del General en Cap He Jin, que confiava plenament en ell.
Després de la mort de l'Emperador Ling el 189, He Jin i Yuan Shao van tramar eliminar la facció eunuca, però Emperadriu Vídua He no combregava amb les seves idees. He Jin més tard va fer cridar a Dong Zhuo perquè conduira tropes fins a la capital imperial, Luoyang, per a així pressionar l'emperadriu vídua. Els eunucs morts de por van falsificar un edicte en nom de l'emperadriu vídua, convocant He Jin al palau interior. Yuan Shao va advertir a He Jin, recordant-li que havia d'ordenar un atac sobre els eunucs en lloc d'entrar al palau. Després que He Jin es negara a acceptar el seu consell fins a tres vegades, Yuan Shao i Yuan Shu van portar dos-centes tropes d'elit a esperar fora. El 22 de setembre de 189 He Jin fou emboscat i assassinat per els eunucs a dins del palau, que van llançar el seu cap escapçat contra la paret. Els seguidors de Jin emprenyats van incendiar el palau i van escometre, matant tota persona (excepte femelles) sense pèl facial que hi havia; fins a l'extrem que molts homes joves sense pèl facial van haver de mostrar els seus genitals per a evitar que els confongueren amb eunucs. Més de 2.000 persones van morir a la massacre, mentre que el jove Emperador Shao i el Príncep de Chenliu (el futur Emperador Xian) va escapar durant el caos. El buit de poder resultant va proveir a Dong Zhuo, que va trobar i rescatar l'emperador i el príncep, una oportunitat per a prendre el control de la capital imperial a l'arribar.
Dong Zhuo llavors va discutir amb Yuan Shao el seu pla de deposar l'Emperador Shao i reemplaçar-lo pel Príncep de Chenliu, però Yuan Shao no va estar d'acord. Les relacions entre els dos es van deteriorar ràpidament i Yuan Shao va fugir a la província de Ji (en l'actualitat el sud de Hebei). Quan Yuan Shao acabava d'eixir per les portes de la ciutat de Luoyang; Dong Zhuo va pensar d'enviar homes a perseguir-lo, però Zhou Bi, Wu Qiong, i He Yong van ajudar en secret a Yuan Shao convençent Dong Zhuo perquè el deixara anar. Tal com van suggerir els tres homes, Dong Zhuo va nomenar Yuan Shao com l'Administrador de la Comandància Bohai (avui en dia prop de Cangzhou, Hebei) en un intent d'untar-li el carro.

## Família
- Ancestres:
  - Yuan An, rebesavi, va servir d'Excel·lència sobre les Masses i Excel·lència de les Obres
  - Yuan Jing (袁京), besavi, va servir d'Excel·lència de les Obres
  - Yuan Tang (袁湯), avi, va servir d'Excel·lència sobre les Masses, Excel·lència de les Obres, i Gran Comandant
- Pare: Yuan Feng (袁逢), va servir d'Excel·lència de les Obres
- Germans:
  - Yuan Ji (袁基), germastre major, va servir d'Assistent de Ministre
  - Yuan Shu, germastre més jove, senyor de la guerra, es va auto-proclamar més tard Emperador de Zhong
- Espose:
  - Esposa principal, va donar a llum a Yuan Tan i Yuan Xi
  - La Dama Liu (劉夫人), va donar a llum a Yuan Shang
  - Altres cinc concubines, totes mortes per la Dama Liu
- Fills:
  - Yuan Tan, fill primogènit, va fer la guerra contra Yuan Shang després de la mort de son pare, mort per Cao Cao
  - Yuan Xi, segon fill, es va traslladar a la província de You després de la mort de son pare, més tard va fugir a Liaodong amb Yuan Shang, mort per Gongsun Kang
  - Yuan Shang, tercer cill, successor de Yuan Shao, va fer la guerra contra Yuan Tan després de la mort de son pare, va fugir a Liaodong amb Yuan Xi, mort per Gongsun Kang
- Familiar:
  - Yuan Wei (袁隗), oncle, va servir com a Excel·lència sobre les Masses i Gran Tutor
  - Yuan Cheng (袁成), oncle
  - Yuan Yi, cosí major, va exercir de Prefecte de Chang'an i Inspector de la província de Yang
  - Yuan Xu (袁敘), cosí jove
  - Yuan Yin (袁胤), cosí jove, exercia d'Administrador de Danyang
  - Yuan Manlai (袁滿來), cosí
  - Yuan Yida (袁懿達), cosí
  - Yuan Renda (袁仁達), cosí
  - Gao Gan, nebot

## En la cultura popular
Yuan Shao ha aparegut com a personatge jugable a les sagues de videojocs Dynasty Warriors i Warriors Orochi de Koei. També apareix en alguns títols de la saga d'estratègia Romance of the Three Kingdoms de Koei i té un paper menor a Kessen II de Koei. Yuan Shao també apareix com a líder de facció jugable al títol Total War: Three Kingdoms de Creative Assembly. Ell té un paper rellevant en la sèrie Three Kingdoms com a personatge recurrent.